# Nudo e selvaggio
Nudo e selvaggio è un film del 1985, coprodotto da Italia e Brasile. Fu l'ultimo cannibal movie italiano, diretto dallo specialista di commedie sexy Michael E. Lemick (Michele Massimo Tarantini). Il film fu girato in Brasile con attori locali ad eccezione del protagonista Michael Sopkiw, statunitense.

## Trama
Un gruppo di nove turisti precipita con l'aereo nella giungla amazzonica. Tre dei passeggeri muoiono sul colpo mentre i sei superstiti dovranno cercare di mettersi in salvo. Durante il tragitto incontreranno ostacoli di ogni tipo: animali selvatici, piranha, sabbie mobili, un popolo di feroci cannibali conosciuti come "Aquara" e infine cacciatori di diamanti con a capo il sadico China. Alla fine soltanto in due scamperanno alla morte, riuscendo a fuggire a bordo di un elicottero. Tra le scene più truculente una gamba spolpata dai piranhas e un cuore estratto dal petto e mangiato.

## Pseudo prequel
Nel Regno Unito fu presentato come un seguito del film di Umberto Lenzi Cannibal Ferox: fu intitolato infatti Cannibal Ferox 2.